# Albert Celades
Albert Celades López (Barcelona, 29 de septiembre de 1975) es un exfutbolista y entrenador español. Actualmente está libre tras desvincularse del Valencia y ocupó cuatro años el cargo de seleccionador nacional de fútbol sub-21 de España.
Como futbolista, jugó en la demarcación de mediocentro organizador, y se formó desde categoría infantil hasta el equipo filial, en la cantera del Barcelona. Debutó en Primera División con Johan Cruyff de entrenador, en la temporada 1995/96, disputando cuatro temporadas con el conjunto azulgrana, y recalando en 1999 en el Celta de Vigo. Una temporada más tarde fichó por el Real Madrid, en el que permaneció cinco años (la 2003/04 cedido al Burdeos). En 2005 firma por el Zaragoza, su último club en Europa, antes de su retiro en el Red Bull Nueva York en 2009.
Como internacional español, pasó por todas las categorías juveniles de la selección nacional, disputando cuatro partidos con la selección absoluta, con la que fue convocado por el seleccionador Javier Clemente, para el Mundial de Francia de 1998.

## Trayectoria como jugador

### F.C. Barcelona
Cuando tenía siete años se trasladó con su familia al principado de Andorra, para volver con trece años a Barcelona e ingresar a los catorce en las categorías inferiores del Fútbol Club Barcelona. Al volver a Barcelona se alojó en casa de sus tíos antes de ingresar en La Masia, si bien el domicilio de sus padres se mantuvo en el país pirenaico. En La Masía, donde le conocían con el apodo de "El andorrano" ("L'andorrà"), formó parte de la conocida como «Quinta del Mini», que integraba a jugadores como Roger Garcia, Toni Velamazán e Iván de la Peña.
Debutó en Primera División con el Barcelona en la temporada 1995/96, en «el Clásico» ante el Real Madrid (1-1), siendo su entrenador Johan Cruyff. Las siguientes temporadas jugó con regularidad en el equipo azulgrana, con el que llegó a marcar 4 goles en liga, pero al finalizar la temporada 1998-99 fue traspasado al Real Club Celta de Vigo, con el que disputó 24 partidos de liga y consiguió un gol.

### Real Madrid
En la temporada 2000-01 ficha por el Real Madrid, coincidiendo con la llegada a la presidencia de Florentino Pérez y al comienzo de la conocida como «época de los Galácticos». A pesar de que comienza de titular, su participación en el equipo va disminuyendo con el paso de las temporadas, por lo que la temporada 2003-04 es cedido al Girondins de Burdeos, donde disputa 27 partidos y consigue 3 goles. Al terminar su cesión regresa al Real Madrid, donde juega el año que le queda de contrato con los blancos, participando en 22 partidos de Liga.

### Real Zaragoza
En la temporada 2005-06 fichó por el Real Zaragoza, donde permaneció 3 campañas. Al concluir su contrato, tras la 2007-2008, el Real Zaragoza decidió no renovarlo, dejando a Celades libre para fichar por otro club.

### Red Bull New York
El jugador estuvo entrenando en solitario hasta que en febrero de 2009 fue fichado por los Red Bull New York de la MLS estadounidense, disputando su último partido como profesional el 24 de octubre de 2009 con el club neoyorquino.

### Selección nacional
Albert Celades pasó por todas las categorías inferiores desde la sub-16 a la sub-21, totalizando 21 partidos. Finalmente debutó con la selección absoluta con la que disputó cuatro partidos, el 3 de junio de 1998 ante Irlanda del Norte, en partido preparatorio para el Mundial de 1998, torneo para el que fue convocado por el seleccionador Javier Clemente y en el que intervino en dos encuentros.

## Trayectoria como entrenador

### R.F.E.F.
En 2013, se incorpora al cuerpo técnico de la RFEF, al ser nombrado seleccionador nacional sub-17 y sub-18. Tras la marcha de Julen Lopetegui al Oporto, pasó a ser el seleccionador español sub-21 durante cuatro años, desde el 7 de mayo de 2014, hasta su dimisión el 18 de julio de 2018.

### Real Madrid C. F.
Del 3 de agosto al 29 de octubre de 2018, formó parte del cuerpo técnico del Real Madrid, como segundo técnico asistente de Julen Lopetegui.

### Valencia C. F.
El 11 de septiembre de 2019, fue nombrado entrenador del Valencia Club de Fútbol, relevando en el cargo a Marcelino García Toral, destituido tras la disputa de tres jornadas de Liga. Empezó con buen pie, metiendo al equipo en octavos de Champions tras eliminar al Ajax y rozando puestos de Champions en Liga. Sin embargo tras el parón de la pandemia del COVID 19 el equipo sufrió mucho. Fue cesado el 29 de junio de 2020, tras una mala racha de resultados (una sola victoria en las 5 últimas jornadas), dejando al equipo valencianista como 8.º clasificado.

## Estadísticas

### Jugador
| Club                  | País           | Año       | Partidos | Goles |
| --------------------- | -------------- | --------- | -------- | ----- |
| Barcelona Atlètic     | España         | 1993-1995 | 14       | 3     |
| Fútbol Club Barcelona | España         | 1995-1999 | 72       | 4     |
| Celta de Vigo         | España         | 1999-2000 | 24       | 1     |
| Real Madrid           | España         | 2000-2003 | 34       | 1     |
| Girondins de Burdeos  | Francia        | 2003-2004 | 27       | 3     |
| Real Madrid           | España         | 2004-2005 | 22       | 0     |
| Real Zaragoza         | España         | 2005-2008 | 71       | 2     |
| New York Red Bulls    | Estados Unidos | 2008-2009 | 17       | 1     |

### Entrenador
Actualizado al 28 de junio de 2020.
| Club          | País   | Año         | PJ | PG | PE | PP | % v.   |
| ------------- | ------ | ----------- | -- | -- | -- | -- | ------ |
| España Sub-17 | España | 2013 - 2014 | 6  | 3  | 0  | 3  | 50%    |
| España Sub-21 | España | 2014 - 2018 | 27 | 18 | 5  | 4  | 72.84% |
| Valencia CF   | España | 2019 - 2020 | 41 | 15 | 12 | 14 | 46.34% |
| Total         | Total  | Total       | 74 | 36 | 17 | 21 | 56.31% |

## Palmarés

### Campeonatos nacionales
| Título                      |  | Club                |  |  | País   | Año     |
| --------------------------- |  | ------------------- |  |  | ------ | ------- |
| Supercopa de España         |  | FC Barcelona        |  |  | España | 1996    |
| Copa del Rey                |  | FC Barcelona        |  |  | España | 1996/97 |
| Copa del Rey                |  | FC Barcelona        |  |  | España | 1997/98 |
| Liga de España              |  | FC Barcelona        |  |  | España | 1997/98 |
| Liga de España              |  | FC Barcelona        |  |  | España | 1998/99 |
| Liga de España              |  | Real Madrid CF      |  |  | España | 2000/01 |
| Supercopa de España         |  | Real Madrid CF      |  |  | España | 2001    |
| Ascenso a Regional Prefente |  | Imperio de Albolote |  |  | España | 1998    |

### Campeonatos internacionales
| Título                | Club           | Sede     | Año     |
| --------------------- | -------------- | -------- | ------- |
| Recopa de Europa      | FC Barcelona   | Róterdam | 1996/97 |
| Supercopa de Europa   | FC Barcelona   | Dortmund | 1997    |
| Liga de Campeones     | Real Madrid CF | Glasgow  | 2001/02 |
| Supercopa de Europa   | Real Madrid CF | Mónaco   | 2002    |
| Copa Intercontinental | Real Madrid CF | Yokohama | 2002    |